# SN 2011ha
SN 2011ha – supernowa typu Ia odkryta 30 września 2011 roku w galaktyce PGC1375631. W momencie odkrycia miała maksymalną jasność 18,50m.